# Білоніг
Білоніг (Podargus) — рід дрімлюгоподібних птахів родини білоногових (Podargidae). Включає 3 види.

## Поширення
Білоноги поширені в Австралії, Новій Гвінеї та Соломонових островах.

## Опис
Птахи середнього розміру. Тіло завдовжки 34-60 см, вагою 130-680 г.  У них дуже широкий дзьоб, трохи зігнутий донизу з гачком на кінці. Забарвлення маскувальне, з візерунку з чорних, коричневих та жовтих смужок.

## Спосіб життя
Активні вночі, вдень сидять нерухомо у гущі гілок дерев. Літають погано. Полюють на здобич із засідки на дереві. Нападають на комах, павуків, інших безхребетних, дрібних плазунів та ссавців. Гніздо будують на гілках дерев. Насиджують яйця обидва партнери почергово.

## Види
- Білоніг новогвінейський (Podargus ocellatus)
- Білоніг гігантський (Podargus papuensis)
- Білоніг австралійський (Podargus strigoides)